# Al-Kadadifa
Al-Kadadifa, Al-Kazazifa (arab. القذاذفـة, Al-Qadhādhifah) – plemię koczownicze pochodzące z półpustynnych terenów libijskiej Syrtyki.
Brało udział w przewrocie detronizującym Idrisa I w 1969 roku. Z plemienia pochodził Mu’ammar al-Kaddafi, libijski polityk.